# Clàudia Valls
Clàudia Valls Anglés é uma matemática espanhola, especialista em sistemas dinâmicos. É professora associada do Instituto Superior Técnico da Universidade de Lisboa, Portugal.

## Formação
Valls obteve um doutorado na Universidade de Barcelona em 1999, com a tese The Classical Arnold Example of Diffusion with Two Equal Parameters, orientada por Carles Simó.

## Livros
Valls é co-autora de livros com Luís Barreira e outros, incluindo:
- Instability in Hamiltonian systems (with Antonio Pumariño, Electronic Journal of Qualitative Theory of Differential Equations Monograph Series, Vol. 1, 2005)
- Stability of nonautonomous differential equations (com Luís Barreira, Lecture Notes in Mathematics, Vol. 1926, Springer, 2008)[3]
- Complex analysis and differential equations (com Luís Barreira, Springer Undergraduate Mathematics Series, Springer, 2012), traduzido para o francês como Analyse complexe et équations différentielles (Enseignement SUP-Maths, EDP Sciences, 2011)[4]
- Exercices d’analyse complexe et équations différentielles [Exercises in complex analysis and differential equations] (com Luís Barreira, Enseignement SUP-Maths, EDP Sciences, 2011)[5]
- Equações diferenciais: Teoria qualitativa (com Luís Barreira, Ensino da Ciência e da Tecnologia, Vol. 33, IST Press, 2010), traduzido para o inglês como Ordinary differential equations: Qualitative theory (Graduate Studies in Mathematics, Vol. 137, American Mathematical Society, 2012)[6]
- Dynamical systems: An introduction (com Luís Barreira e Davor Dragičević, Universitext, Springer, 2013; originalmente publicado em português em 2012)[7]
- Exercises in linear algebra (com Luís Barreira, World Scientific, 2016)[8]
- Admissibility and hyperbolicity (com Luís Barreira, SpringerBriefs in Mathematics, Springer, 2018)[9]
- Dynamical systems by example (com Luís Barreira, Problem Books in Mathematics, Springer, 2019)[10]